# Henriette Delille
Henriette Delille (ur. 1813 w Nowym Orleanie, zm. 17 listopada 1862) – amerykańska zakonnica, założycielka wspólnoty Sióstr Świętej Rodziny i Czcigodna Służebnica Boża Kościoła katolickiego.

## Życiorys

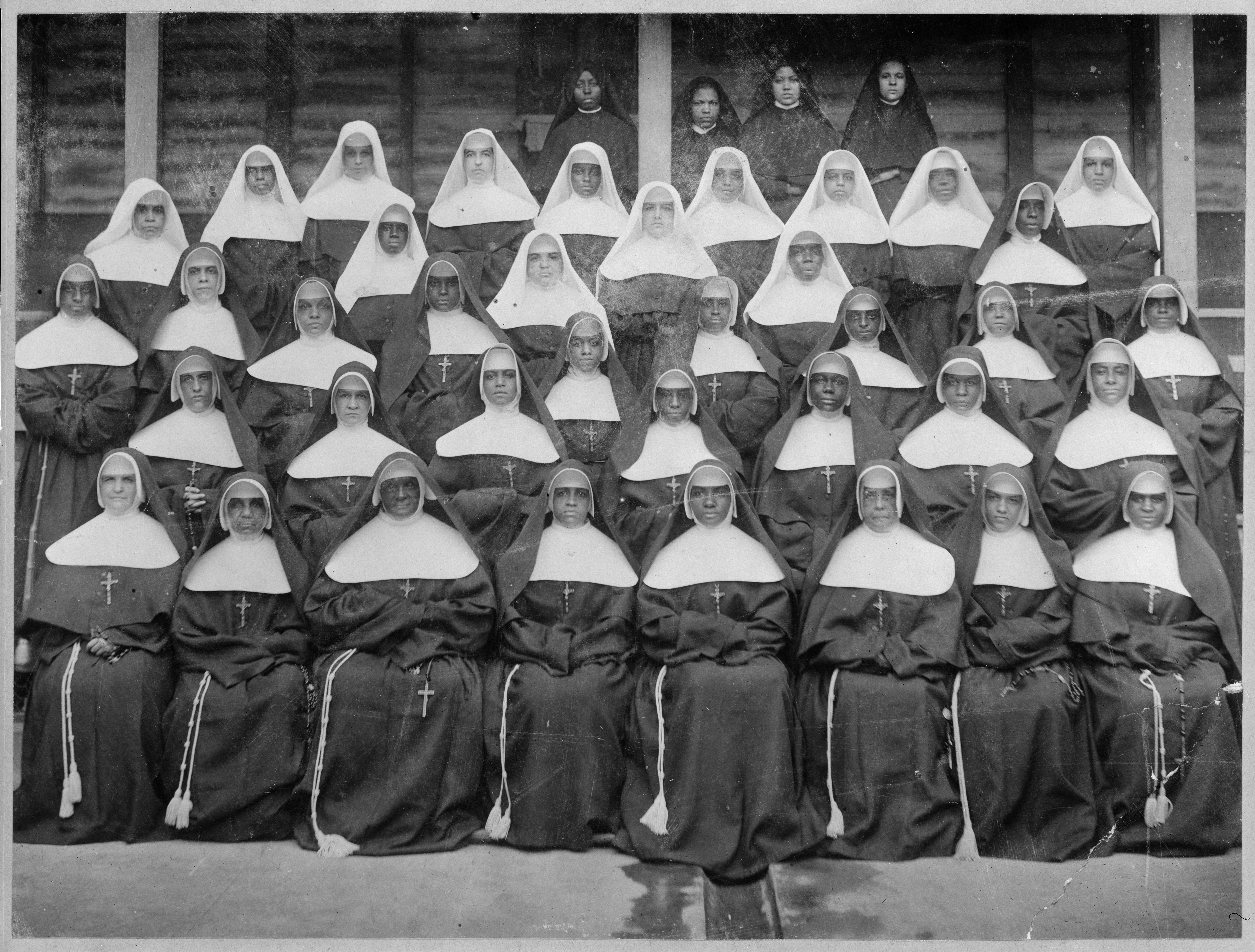
Siostry Świętej Rodziny w 1899 roku

Henriette Delille urodziła się w 1813 roku w Nowym Orleanie, jako córka pochodzącego z Francji Jean-Baptiste (de Lille) Lille Sarpy (ur. w 1762 roku) oraz Marie-Josèphe Díaz, pochodzącej z Nowego Orleanu (z domieszką krwi rasy czarnej). Tworzyli oni nieformalny związek (plaçage), gdyż mieszane małżeństwa nie były wówczas dozwolone. Jej matka uczyła ją literatury francuskiej, tańca, muzyki i pielęgniarstwa. W wieku 14 lat Henriette zaczęła nauczać w szkole katolickiej, odwiedzała chorych, osoby w podeszłym wieku. Gdy jej matka przeszła załamanie nerwowe, w 1835 roku decyzją sądu uznano Henriette za pełnoletnią i przyznano prawo do zarządzania majątkiem matki. Po zapewnieniu matce opieki sprzedała swój spadek i w 1836 roku założyła wspólnotę (Sisters of the Presentation of the Blessed Virgin Mary), która jednak była niezgodna z obowiązującym wtedy prawem segregacji rasowej. W 1842 roku zalegalizowano ich wspólnotę jako zakon Sióstr Świętej Rodziny (Sisters of the Holy Family), który uzyskał prawa papieskie. Opiekuje się on sierotami, prowadzi szkoły, domy dla chorych, ubogich i osób w podeszłym wieku.
Henriette zmarła 17 listopada 1862 roku. Jej proces kanonizacyjny został otwarty w 1988 roku, a w 2010 roku została uznana za czcigodną służebnicę Bożą.

## Film
Na podstawie historii jej życia powstał film pt. „Odważna miłość”, w którym główną rolę zgrała Vanessa Williams.